# Gran Premio Miguel Indurain 2009
Il Gran Premio Miguel Indurain 2009, cinquantatreesima edizione della corsa e undicesima con questa denominazione, valida come evento dell'UCI Europe Tour 2009 categoria 1.HC, si svolse il 4 aprile 2009 su un percorso totale di circa 191,4 km. Fu vinto dallo spagnolo David de la Fuente che terminò la gara in 5h09'05",alla media di 37,155 km/h.
Al traguardo 78 ciclisti portarono a termine il percorso.

## Ordine d'arrivo (Top 10)
| Pos. | Corridore             | Squadra       | Tempo    |
| ---- | --------------------- | ------------- | -------- |
| 1    | David de la Fuente    | Fuji-Servetto | 5h09'05" |
| 2    | Aleksandr Kolobnev    | Saxo Bank     | s.t.     |
| 3    | Fabian Wegmann        | Team Milram   | s.t.     |
| 4    | Christian Pfannberger | Team Katusha  | s.t.     |
| 5    | Vincenzo Nibali       | Liquigas      | a 6"     |
| 6    | Xavier Florencio      | Cervélo       | s.t.     |
| 7    | Chris Anker Sørensen  | Saxo Bank     | a 10"    |
| 8    | Hubert Dupont         | AG2R La Mond. | a 12"    |
| 9    | Xavier Tondó          | Andalucia     | a 13"    |
| 10   | Daniel Moreno         | C. d'Epargne  | s.t.     |